# Фролова Людмила Сергіївна
Фролова Людмила Сергіївна (нар. 15 червня 1962, Черкаси, УРСР) — українська тренерка з гандболу та науковиця у галузі спортивної науки. Заслужений тренер України з гандболу (2001 р.), кандидатка наук з фізичного виховання та спорту (2010 р.), доцентка (2013 р.).

## Освіта, службова кар'єра, громадська діяльність
У 1985 р. закінчила факультет фізичної культури Черкаського державного педагогічного інституту. З 1986 до 2003 р. працювала старшою тренеркою відділення гандболу ДЮКСШ № 1 м. Черкаси. Вихованки неодноразово ставали фіналістами першості України, у 1997 р. вибороли срібло Других літніх юнацьких ігор. З 1992 до 1999 р. — головна тренерка жіночої гандбольної команди «Мальва» (Черкаси) вищої ліги чемпіонату України, створеної на базі своїх вихованок. 
Підготувала гравчинь національної збірної Олену Резнір, Валерію Зорю, майстрів спорту К. Скорбиліну, Тетяну Сапроненко, 25 кандидатів у майстри спорту. 
З 2003 р. до 2010 р. працювала старшою викладачкою кафедри спортивних ігор Черкаського національного університету імені Богдана Хмельницького. У 2010 р. захистила кандидатську дисертацію «Формування тактичного мислення гандболісток у процесі багаторічного спортивного удосконалення» за спеціальністю 24.00.01 — Олімпійський і професійний спорт. З 2013 р. до теперішнього часу працює доценткою кафедри ТМФВ та спортивних ігор ННІ фізичної культури, спорту і здоров'я Черкаського національного університету імені Богдана Хмельницького. З 1995 до 2005 р. — голова Черкаської обласної федерації гандболу.

## Наукові досягнення
У коло наукових інтересів входять: тактична підготовка і тактичне мислення у спортивних іграх, зокрема гандболі, мобілізаційна готовність до змагальної діяльності спортсменів високої кваліфікації, психофізіологічні чинники спортивного відбору на етапах багаторічної підготовки, управління тренувальною та змагальною діяльністю спортсменів високої кваліфікації через програмування техніко-тактичної підготовки. 
Авторка понад 50 публікацій, у тому числі 1 навчального посібника, 18 навчально-методичних посібників та методичних рекомендацій, співавторка трьох патентів на корисну модель. Керує підготовкою аспірантів.

## Нагороди
- 2001 р. — Заслужений тренер України з гандболу
- 2010 р. — Почесна Грамота Міністерства освіти і науки України
- 2017 р. — Подяка Міністерства освіти і науки України

## Основні праці

### Монографії та посібники
- Фролова Л. С. Теорія і методика гандболу: навчально-методичний посібник. / Л. С. Фролова. — Черкаси: Беденко В. П., 2008. — 127 с.
- Фролова Л. С. Гандбол: організація і методика самостійної та індивідуальної роботи: навчально-методичний посібник для студентів факультетів та інститутів фізичної культури. / Л. С. Фролова. — Черкаси: Беденко В. П., 2009. — 63 с.
- Фролова Л. С. Методика контролю й оцінювання тактичного та ігрового мислення гандболісток «Balltest»: методичні рекомендації / Л. С. Фролова, І. Д. Глазирін — Черкаси: ЧНУ ім. Б. Хмельницького, 2013. — 38 с.
- Фролова Л. С. Фахова виробнича практика: спортивно-масова та фізкультурно-оздоровча робота / Л. С. Фролова, І. Д. Глазирін — Черкаси: ЧНУ імені Б. Хмельницького, 2013. — 272 с. (Гриф МОН України)
- Фролова Л. С. Методика навчання гандболу студентів: навчально-методичний посібник. / Л. С. Фролова. — Черкаси, 2014. — 121 с.
- Фролова Л. С. Вступ до спеціальності «Фізичне виховання»: навчально-методичний посібник. / Л. С. Фролова. — Черкаси, 2014—282 с.
- Фролова Л. С. Організація виховної роботи у вищому навчальному закладі: навчально-методичний посібник. / О. А. Атамась, Л. С. Фролова. — Черкаси, 2014. — 148 с.
- Фролова Л. С. Початкове навчання техніці гандболу: навчально-методичний посібник для студентів вищих навчальних закладів напряму підготовки 6.010201 «Фізичне виховання» / Л. С. Фролова. — Черкаси, 2015. — 220 с.
- Фролова Л. С. Методика навчання гандболу у загальноосвітніх школах: методичні рекомендації для вчителів фізичної культури загальноосвітніх шкіл. / Л. С. Фролова. — Черкаси, 2015. — 140 с.
- Фролова Л. С. Методика підготовки до екзамену з дисципліни «Вступ до спеціальності»: методичні рекомендації для студентів галузі знань 01 — освіта, спеціальностей 014 — середня освіта (фізичне виховання), 017 — фізична культура і спорт, 016 — спеціальна освіта (здоров'я людини). — Черкаси, 2016. — 34 с.

### Вибрані статті
- Фролова Л. С. Особливості початкового відбору на сучасному етапі розвитку гандболу / Л. С. Фролова, І. Д. Глазирін. // Теорія і методика фізичного виховання і спорту. — 2004. — № 2. — С. 58–60.
- Фролова Л. С. Чинники підвищення інтересу і популяризації гандболу в шкільному фізичному вихованні / Л. С. Фролова, І. Д. Глазирін, Д. Наварецький. // Фізичне виховання в школі. — 2006. — № 4. — С. 38–41.
- Фролова Л. С. Ігрове і тактичне мислення гандболістів і їх тестування / Л. С. Фролова, І. Д. Глазирін, О. О. Фролов. // Слобожанський науково-спортивний вісник. — 2007. — № 11. — С. 20–24.
- Фролова Л. С. Методика діагностики спеціальних розумових здібностей гандболісток / Л. С. Фролова, І. Д. Глазирін. // Теорія і методика фізичного виховання і спорту. — 2008. — № 1. — С. 109—113.
- Фролова Л. С. Вплив рівня розвитку спеціальних здібностей гандболісток на успішність змагальної діяльності / Л. С. Фролова. // Вісник Прикарпатського університету. Серія: Фізична культура. — 2008. — № 9. — С. 108—112.
- Фролова Л. С. Управління змагальною діяльністю гандболісток із застосуванням інтерактивних технологій / Л. С. Фролова, І. Д. Глазирін, Ю. О. Петренко, Є. В. Руденко, М. В. Удод. // Педагогіка, психологія та медико-біологічні проблеми. — 2012. — № 04. — С. 107—113.
- Фролова Л. С. Прояв властивостей ігрового і тактичного мислення у гандболісток різної кваліфікації / Л. С. Фролова, І. Д. Глазирін, Ю. О. Петренко, Я. О. Харченко, А. А. Тімофеєв, О. М. Гончаренко, О. В. Гарячук. // Педагогіка, психологія та медико-біологічні проблеми. — 2013. — № 01. — С. 107—113.
- Фролова Л. С. Влияние психофизического состояния гандболисток разной квалификации на их подготовленность / Л. С. Фролова, И. Д. Глазырин, Ю. А. Петренко, В. А. Супрунович, Е. Э. Меньших, Я. А. Харченко, А. А. Пивненко // Физическое воспитание студентов. — 2013. — № 03. — С. 72-74.
- Пат. 43456 Україна, МПК (2009) А 61 В 5/16. Спосіб визначення психофізіологічних характеристик для оцінки рівня спеціальної підготовленості спортсменів у командних спортивних іграх / Глазирін І. Д., Фролова Л. С., Фролов О. О., Бондар В. В., Зганяйко Г. В., Вернигора В. В., Головатий В. М., Супрунович В. О. — № u200806398; заявл. 14.05.2008; опубл. 25.08.2009, Бюл. № 16.
- Пат. 83584 Україна, МПК (2006.01) А 61 В 5/16. Спосіб визначення амплуа гравців у командних спортивних іграх / Фролова Л. С., Глазирін І. Д., Петренко Ю. О., Зганяйко Г. В., Пустовалов В. О., Меньших О. Е., Харченко Я. О.,Удод М. В., Півненко А. О., Бабенко В. В., Гарячук О. В., Тімофеєв А. А., Гончаренко О. А., Деєв В. С., Коломієць О. В. — № а201301171; заявл. 31.01.2013; опубл. 25.09.2013, Бюл. № 18.